# Râul Cureșița
Râul Cureșița este un afluent al râului Mociur. 

## Hărți
- Harta județului Timiș